# Янг, Алекс (футболист, 1880)
Александер Симпсон Янг (англ. Alexander Simpson Young; 23 июня 1880 — 17 сентября 1959), также известный как Алекс Янг или Сэнди Янг — шотландский футболист, выступавший на позиции центрального нападающего.

## Клубная карьера
Родился в Сламаннане (Стерлингшир, Шотландия) в семье шахтёра. Выступал за местный клуб «Сламаннан  Джуниорс». В 1899 году стал игроком шотландского клуба «Сент-Миррен». Год спустя стал игроком «Фолкерка». В апреле 1901 года английский клуб «Эвертон» провёл товарищеский матч против «Фолкерка», в котором принял участие Янг. Юный шотландец впечатлил своей игрой руководство «Эвертона», и в 1901 году Янг стал игроком ливерпульского клуба.
28 сентября 1901 года Янг дебютировал за «Эвертон» в матче против бирмингемского клуба «Астон Вилла». 25 января 1902 года забил гол в ворота «Ливерпуля» в первом в истории Кубка Англии мерсисайдском дерби. В 1906 году помог «Эвертону» выиграть Кубок Англии, забив единственный гол в финальном матче против «Ньюкасл Юнайтед». Янг был лучшим бомбардиром «Эвертона» в шести сезонах (1903/04, 1904/05, 1905/06, 1906/07, 1907/08, 1910/11). В сезоне 1906/07 также стал лучшим бомбардиром Первого дивизиона (28 голов). Всего провёл за «Эвертон» 314 матчей и забил 125 голов. 
В 1911 году перешёл в «Тоттенхэм Хотспур». 2 сентября 1911 года дебютировал за «шпор» в матче против «Эвертона» на «Гудисон Парк», отметившись забитым мячом в ворота своего бывшего клуба. Провёл за «Тоттенхэм Хотспур» 5 матчей и забил 3 гола.
В ноябре 1911 года перешёл в «Манчестер Сити». Провёл за клуб 15 матчей, забил 2 гола.
В дальнейшем играл за любительский клуб «Саут-Ливерпул».

## Карьера в сборной
1 апреля 1905 года дебютировал за сборную Шотландии в матче против сборной Англии. 4 марта 1907 года провёл свой второй и последний матч за сборную Шотландии — это была игра против сборной Уэльса.

## После завершения карьеры
После завершения карьеры игрока эмигрировал в Австралию вместе с братом. В июне 1916 года Янг застрелил своего брата, с которым у него был длительный конфликт из-за денег. Австралийский суд признал его виновным в непредумышленном убийстве, приняв во внимание доводы защиты о психическом расстройстве, и приговорил к трём годам тюремного заключения. В сентябре 1920 года вернулся в Великобританию на борту корабля SS Ceramic. Умер в психиатрической больнице Эдинбурга 17 сентября 1959 года. Был похоронен на кладбище Сифилд (между Литом и Портобелло). 3 сентября 2014 года «Эвертон» помог установить новый памятник на месте его могилы.

## Достижения
Эвертон
- Обладатель Кубка Англии: 1906
- Финалист Кубка Англии: 1907